# Апостольская церковь Нигерии
Апостольская церковь Нигерии (The Apostolic Church of Nigeria) — христианская пятидесятническая церковь. Относится к группе апостольских пятидесятников и входит в Апостольскую церковь Великобритании на правах широкой автономии. Является крупнейшей деноминацией апостольских пятидесятников, объединяя 4,5 млн верующих.
Штаб-квартира организации расположена в Лагосе, Нигерия.

## История
История церкви восходит к общинам из т. н. «движения исцеления», возникшего в период эпидемии гриппа в 1918 году. Одна из таких общин — «Драгоценный камень», вступила в переписку с американским пастором А. Кларком, редактором журнала «Меч духовный». Статьи в журнале рассказывали о божественном исцелении, а также о ряде других пятидесятнических практиках — видениях, пророчествах и т. д. С 1920 года «Меч духовный» регулярно высылался в Нигерию, а в 1923 году община «Драгоценный камень» стала филиалом американской церкви А. Кларка.
Однако, несмотря на связи с американской церковью, группа подвергалась преследованиям со стороны местных властей и вынуждена была искать могущественного покровителя. В 1930 году нигерийские верующие устанавливают контакт с редакцией журнала «Богатство благодати», издаваемого пятидесятнической Апостольской церковью Великобритании. После обмена письмами, в сентябре 1931 года трое высокопоставленных священников Апостольской церкви Великобритании Д. Уильямс, А. Тернбул и В. Д. Уильямс прибыли в Лагос и подписали договор об объединении. 1931 год считается датой основания Апостольской церкви Нигерии.
Первые два десятилетия церковь переживала преследования, однако сумела распространиться в прибрежных районах Нигерии. Отсюда движение перекинулось в Камерун, где позже была создана Апостольская церковь Камеруна.
В 1983 году Апостольской церкви Нигерии была предоставлена широкая автономия. Национальным президентом церкви был избран апостол Э. Окон, который руководил братством вплоть до своей смерти в 2010 году. После его смерти национальным президентом церкви стал Габриэль Олутола.

## Организация
Административно Апостольская церковь Нигерии разделена на пять отделов: отдел Лагоса и северо-западных территорий, отдел реки Кросс, отдел игбо, прибрежный отдел и отдел Аква-Ибом. С 1986 года церковь имеет дочерние филиалы в США.
В 2011 году, после 25 лет строительства, в Лагосе был открыт Национальный храм Апостольской церкви Нигерии. Храм вмешает 100 тыс. прихожан одновременно и претендует на статус крупнейшего (по вместительности) храма в Апостольской церкви Нигерии.
Апостольская церковь Нигерии продолжает тесное сотрудничество с Апостольской церковью Великобритании.

## Вероучение
Апостольская церковь Нигерии разделяет основные протестантские доктрины — триединство Бога, богодухновенность и авторитет Библии, божественность Христа, греховность человека и необходимость покаяния, второе Пришествие.
Среди таинств признаётся водное крещение и причастие.
Водное крещение дается кандидатам по достижении 15 лет и после прохождения краткого библейского курса. Непосредственно само крещение совершается путём погружения и по формуле: «во имя Отца и Сына и Святого Духа». Право на причастие имеют только члены церкви.
Являясь частью пятидесятнического движения, Апостольская церковь Нигерии верит в возможность крещения Духом Святым и получения даров Духа Святого. Относясь к группе апостольских пятидесятников, деноминация учит о пяти видах служения (Еф. 4:11) — служении апостолов, пророков, евангелистов, пасторов и наставников (учителей).